# Heiji Hattori
 (février 2025).
Si vous disposez d'ouvrages ou d'articles de référence ou si vous connaissez des sites web de qualité traitant du thème abordé ici, merci de compléter l'article en donnant les références utiles à sa vérifiabilité et en les liant à la section « Notes et références ».
Heiji Hattori (服部 平次, Hattori Heiji) est un personnage du manga Détective Conan. Il est lycéen et jeune détective d'Osaka. Il est l'ami d'enfance de Kazuha Tooyama. À l'origine, il était le rival de Shinichi Kudo jusqu'à ce qu'il découvre l'identité réelle de Conan. Depuis, ils sont devenus meilleurs amis et travaillent souvent ensemble sur des affaires complexes. Il est la deuxième personne à découvrir l'identité réelle de Conan (vu que le professeur Agasa a été le premier à la savoir).

## Biographie
Originaire de la région du Kansai, plus exactement d'Osaka. Heiji est jeune détective lycéen et fils de Heizo Hattori, commissaire en chef du département de police d'Osaka, et de Shizuka Hattori. On pense qu'il est né le 24 août[réf. nécessaire]. Comme les autres personnages de Détective Conan son nom est inspiré d'un personnage policier. Son prénom vient de celui de Zenigata Heiji (銭形 平次), un policier fictif de l'époque d'Edo. Par contre, son nom vient de celui de Hattori Hanzō (服部 半蔵), un célèbre samurai et ninja. Son nom provient également de l'inspecteur Hattori, un policier qui collabore souvent avec le détective Shunsaku Kudo de la série dramatique Tantei Monogatari (Histoires d'un détective).
Il est l'ami d'enfance de Kazuha Toyama.
Il est connu comme Le Grand Détective de l'Ouest tandis que Shinichi Kudo est connu comme Le Grand Détective de l'Est. Heiji a voulu confronter Shinichi et se rend à l'agence de détective de Kogoro Mouri pour le retrouver. Dans l'affaire suivante Conan a retrouvé son apparence et a battu Heiji. Shinichi gagne alors son respect et devient le meilleur ami de Heiji.
Lors de leur deuxième rencontre, Conan a endormi Heiji pour résoudre une affaire. Cependant Heiji s'est réveillé, a découvert le secret de Conan et réussi à l'obliger de tout lui révéler. Depuis, Heiji aide Conan à cacher sa réelle identité, mais ça lui arrive souvent de l'appeler Kudo en présence de Ran et de Kazuha.
Heiji a aidé Conan, à plusieurs occasions, à enquêter sur l'organisation des hommes en noir comme la fois où ils ont enquêté sur Jodie Starling. Il s'est même déguisé en lui à plusieurs occasions pour l'aider à protéger son identité.

## Personnalité
Heiji est un grand fan de baseball et il porte, la plupart de temps, la casquette d'Osaka, qui est sa manière de soutenir l'équipe locale de baseball. Il est très fier de sa ville et parle un Japonais assez particulier : le dialecte d'Osaka (Osaka-ben). Il a le teint très hâlé pour un Japonais, teint qu'il tient de son grand-père.
Il est très compétitif lorsqu’il s'agit de résoudre une affaire et lorsqu’une affaire apparait difficile, il travaille souvent avec Conan.

## Compétences
Il a le même talent de détective que celui de Shinichi Kudo. Grâce à son talent, Heiji s'est fait appeler Le Grand Détective de l'Ouest. Comme Shinichi il porte une grande attention aux détails. Il a la capacité de se rappeler chaque détail d'une enquête.
Il est très doué en kendo, discipline où il n'a connu qu'une défaite par forfait et il est le capitaine de l'équipe de son école. À certaines occasions, Heiji utilise un sabre en bois pour arrêter des criminels, comme le fait Shinichi avec ses compétences de footballeur.
Il parle couramment l'anglais.

## Blessures
Heiji Hattori est le personnage de Détective Conan ayant été le plus blessé.

## Relations
Shinichi Kudo/Conan Edogawa (Rivalité amicale)
Lors de leur première rencontre, Conan est enrhumé, et c'est lui qui lui donne du baïkal, un alcool chinois qui a eu un effet surprenant : Conan a temporairement retrouvé sa taille adulte, le temps de résoudre l'affaire sur laquelle Heiji venait de donner ses conclusions, malheureusement fausses.
Autres rencontres : Ce n'est que lors de leur seconde rencontre qu'il découvre la véritable identité de Conan. En effet, Conan venait de l'endormir pour résoudre une affaire, et à son réveil, il réalisa ce qu'il venait de se passer. À la suite d'un chantage, Conan lui révèle sa véritable identité.
Depuis, quand l'occasion se présente, ils travaillent ensemble, lors des enquêtes ils montrent du respect chacun à l'autre, mais Conan doit surveiller Heiji, qui a tendance à l'appeler « Kudo », « Sherlock » ou « Shinichi », le vrai nom qu'il essaie de cacher. Heiji considère Shinichi comme son meilleur ami.
Kazuha Tooyama
Elle est son amie d'enfance et est devenue, au cours des années, son amie intime bien qu'ils se disputent souvent. Leur relation est considérée comme romantique par les autres personnages mais les deux assurent toujours ne pas avoir de sentiment l'un pour l'autre. Leur relation est comparée à celle de Ran et Shinichi. Kazuha sait qu'elle a des sentiments pour Heiji et essaye de lui déclarer son amour.
Ran Mouri
Heiji et Ran sont devenus de bons amis après les nombreuses visites de Heiji à Tokyo. Ran respecte le talent de détective de Heiji et lui rappelle celui de Shinichi. Cependant, Ran prends toujours le côté de Kazuha lorsque celle-là se dispute avec Heiji.
Kogoro Mouri
Kogoro Mouri déteste la présence de Heiji car celui-ci lui vole la vedette au cours d'une enquête. Malgré cela Kogoro respecte son talent de jeune détective.
Inspecteur Megure
Habituellement, Megure est un peu agacé à chaque fois que Heiji est présent à une enquête dont il s'occupe. Malgré cela, Megure respecte le talent de Heiji, et il a même déclaré que Heiji est meilleur détective que Shinichi.
Heizo Hattori
Heizo est le préfet de la police d'Osaka, et le père d'Heiji ; il semble désapprouver le choix de son fils de devenir détective comme lui. Heizo connait bien son fils. Heiji ne donne pas d'importance à ce que pense son père de lui. Bien qu'on ne le voie pas souvent et qu'on ne l'a jamais " vraiment " confronté à lui, il est indéniablement aussi intelligent que Yusaku Kudo et, tout comme lui et par deux fois, il a résolu des cas difficiles en un éclair. Il est clair qu'il aime son fils malgré son attitude froide et distante.
Shizuka Hattori
Shizuka est la mère de Heiji et son fils l'appelle parfois vieille dame. Elle apparaît dans le tome 28 en tant que cliente de Kogoro - Shizuka Ikenami - et elle est bientôt suspectée de meurtre. Conan se méfie d'elle à la suite de plusieurs mensonges. Cependant, l'arrivée d'Heiji les éclaircira tous. En fait, elle voulait tester Kogoro à la suite des nombreuses blessures qu'a Heiji quand il est avec lui. Tout le monde la dit bonne cuisinière. On la revoit dans le tome 31 brièvement, puis dans un flashback du tome 50 où on apprend qu'elle fait des vidéos sur Heiji depuis sa naissance.
L'Inspecteur Goro Otaki, de la Préfecture d'Osaka
il apparaît au Vol. 19, est un bon ami de Heizo Hattori et Ginshiro Toyama, qui sont également les supérieurs directs d'Otaki. Otaki connaît aussi très bien Heiji, et il communique souvent à ce dernier des informations sur telle ou telle affaire importante. Il n'hésite pas à aider Heiji du mieux qu'il peut, ainsi que Conan, en qui il reconnaît d'importantes capacités de déduction et qu'il n'a aucun problème à écouter. Otaki est un ancien champion de base-ball.
L'inspecteur Yusuke Sakata, d'Osaka
Apparu au Vol. 19, il a rejoint la police afin de retrouver les meurtriers de son père, instructeur de conduite. Il découvre que sa mort est en fait due à un accident de voiture maquillé par certains de ses élèves ivres, qui voulaient lui faire une farce pour se venger de son attitude trop stricte envers eux, mais la farce a mal tourné, et Yusuke a décidé, au vu de la prescription des anciens faits, d'assassiner l'un après l'autre les responsables de la mort de son père, faisant porter le chapeau à l'un d'entre eux, Ki'ichiro Numabuchi, devenu entre-temps tueur en série recherché dans tout le Japon. Il est finalement découvert par Heiji, et tente de se suicider, mais Heiji l'en empêche et le maîtrise, en lui rappelant qu'il a sali l'emblème de la police, la fleur de cerisier, en profitant de son statut d'homme armé et au-dessus de tout soupçon pour commettre ses actes. Il est ensuite emmené par la police, bénéficiant tout de même de la magnanimité du commissaire Toyama qui empêche le député Goshi, visé par Sakata, de s'en prendre à ce dernier.

## Voix
- Voix japonaise : Ryo Horikawa
- Voix française : David Pion (série)

## Popularité
- eBookJapan a réalisé un sondage entre le 12 avril 2011 et le 12 mai 2011 dans lequel les lecteurs de manga pouvait voter pour leur personnage favoris. Heiji s'est classé à la sixième position avec 261 votes sur 5 883[3].

- Lors de la sortie de Détective Conan : Les Quinze Minutes de silence, le site officiel du film a réalisé un sondage sur les dix personnages populaires de l'anime. Heiji s'est classé à la troisième position avec 10,79 % de votes[4].